# Austrian Football Division 1 2008
La Austrian Football Division 1 2008 è stata la 23ª edizione del campionato di football americano di secondo livello, organizzato dalla AFBÖ.

## Squadre partecipanti
| Club                  | Città        | Stadio | Sponsor ufficiale | Risultato nella stagione 2007 |
| --------------------- | ------------ | ------ | ----------------- | ----------------------------- |
| Salzburg Bulls        | Salisburgo   |        |                   |                               |
| Sankt Pölten Invaders | Sankt Pölten |        |                   |                               |
| Traun Steelsharks     | Traun        |        |                   |                               |
| Vienna Knights        | Vienna       |        |                   |                               |
| Vienna Vikings 2      | Vienna       |        |                   |                               |

## Stagione regolare

### Calendario

#### 1ª giornata
| 29 marzo 2008 | Vienna Knights | 14 – 40 | Sankt Pölten Invaders |  |

| 29 marzo 2008 | Vienna Vikings 2 | 33 – 3 (6-3 15-0 6-0 6-0) | Salzburg Bulls |  |

#### 2ª giornata
| 12 aprile 2008 | Traun Steelsharks | 20 – 26 (7-6 3-0 7-14 3-6) | Sankt Pölten Invaders |  |

| 13 aprile 2008 | Vienna Vikings 2 | 47 – 7 | Vienna Knights |  |

#### 3ª giornata
| 19 aprile 2008 | Vienna Knights | 0 – 41 (0-0 0-13 0-14 0-14) | Traun Steelsharks |  |

| Itzling 20 aprile 2008 | Salzburg Bulls                                    | 27 – 24 (0-6 7-0 7-6 13-12) referto | Vienna Vikings 2 | ASV-Platz\| Arbitri: \| Windsteig D. Muellner Kupka E.Binder R. Obdrzalek \| |
| Arbitri:               | Windsteig D. Muellner Kupka E.Binder R. Obdrzalek |                                     |                  |                                                                              |

#### 4ª giornata
| Ottakring 26 aprile 2008, ore 15:00 | Sankt Pölten Invaders | 13 – 0 (7-0 0-0 0-0 6-0) referto | Vienna Knights |  |

| Traun 26 aprile 2008, ore 15:00 | Traun Steelsharks                                     | 16 – 37 (7-0 3-10 0-20 6-7) referto | Salzburg Bulls | Sportzentrum Traun\| Arbitri: \| H.C. Albrecht C. Kreimel F. Koller E. Koller H. Bauer \| |
| Arbitri:                        | H.C. Albrecht C. Kreimel F. Koller E. Koller H. Bauer |                                     |                |                                                                                           |

#### 5ª giornata
| Ottakring 17 maggio 2008, ore 15:00 | Sankt Pölten Invaders | 14 – 6 (7-0 0-7 7-6 0-0) referto | Traun Steelsharks |  |

| 18 maggio 2008 | Vienna Knights | 7 – 35 | Vienna Vikings 2 |  |

#### 6ª giornata
| 25 maggio 2008 | Salzburg Bulls | 20 – 0 (0-0 7-0 6-0 7-0) | Vienna Knights |  |

| 25 maggio 2008 | Vienna Vikings 2 | 35 – 31 (14-6 7-14 7-3 7-8) | Traun Steelsharks |  |

#### 7ª giornata
| 31 maggio 2008 | Traun Steelsharks | 34 – 18 (6-0 7-6 14-0 7-12) | Vienna Knights |  |

| 1º giugno 2008 | Salzburg Bulls | 8 – 14 (0-0 2-7 6-7 0-0) | Sankt Pölten Invaders |  |

#### 8ª giornata
| 7 giugno 2008 | Vienna Knights | 20 – 21 (0-0 7-7 7-7 6-7) | Salzburg Bulls |  |

| 8 giugno 2008 | Vienna Vikings 2 | 40 – 22 | Sankt Pölten Invaders |  |

#### 9ª giornata
| Ottakring 14 giugno 2008, ore 15:00 | Sankt Pölten Invaders | 53 – 29 (7-7 19-8 13-7 14-7) referto | Salzburg Bulls |  |

| 15 giugno 2008 | Traun Steelsharks | 38 – 28 | Vienna Vikings 2 |  |

#### 10ª giornata
| Ottakring 21 giugno 2008, ore 15:00 | Sankt Pölten Invaders | 21 – 28 (7-0 0-14 7-7 7-7) referto | Vienna Vikings 2 |  |

| 21 giugno 2008 | Salzburg Bulls | 41 – 56 (7-14 12-14 15-14 7-14) | Traun Steelsharks |  |

### Classifica
La classifica della regular season è la seguente:
- PCT = percentuale di vittorie, G = partite giocate, V = partite vinte,  P = partite perse, PF = punti fatti, PS = punti subiti

| Pos. | Squadra               | PCT  | G | V | N | P | PF  | PS  |
| ---- | --------------------- | ---- | - | - | - | - | --- | --- |
| 1    | Vienna Vikings 2      | .750 | 8 | 6 | 0 | 2 | 270 | 156 |
| 2    | Sankt Pölten Invaders | .750 | 8 | 6 | 0 | 2 | 203 | 145 |
| 3    | Salzburg Bulls        | .500 | 8 | 4 | 0 | 4 | 186 | 216 |
| 4    | Traun Steelsharks     | .500 | 8 | 4 | 0 | 4 | 242 | 199 |
| 5    | Vienna Knights        | .000 | 8 | 0 | 0 | 8 | 66  | 251 |

## Playoff

### Tabellone
|  | Semifinali | Semifinali            | Semifinali |                       |    | XI Silver Bowl   | XI Silver Bowl | XI Silver Bowl |  |
|  |            |                       |            |                       |    |                  |                |                |  |
|  | 1          | Vienna Vikings 2      | 54         |                       |    |                  |                |                |  |
|  | 1          | Vienna Vikings 2      | 54         |                       |    |                  |                |                |  |
|  | 4          | Traun Steelsharks     | 7          |                       |    |                  |                |                |  |
|  | 4          | Traun Steelsharks     | 7          |                       | 1  | Vienna Vikings 2 | 28             |                |  |
|  |            |                       |            |                       | 1  | Vienna Vikings 2 | 28             |                |  |
|  |            |                       | 2          | Sankt Pölten Invaders | 10 |                  |                |                |  |
|  | 2          | Sankt Pölten Invaders | 2          | Sankt Pölten Invaders | 10 | 24               |                |                |  |
|  | 2          | Sankt Pölten Invaders |            |                       |    |                  |                |                |  |
|  | 3          | Salzburg Bulls        | 17         |                       |    |                  |                |                |  |

### Semifinali
| Sankt Pölten 28 giugno 2008, ore 15:00 | Sankt Pölten Invaders | 24 – 17 (3-0 14-7 0-10 7-0) referto | Salzburg Bulls | Ottakringer Field |

| 28 giugno 2008 | Vienna Vikings 2 | 54 – 7 | Traun Steelsharks |  |

### XI Silver Bowl
| 6 luglio 2008 | Sankt Pölten Invaders | 10 – 28 | Vienna Vikings 2 |  |

## Verdetti
- Vienna Vikings 2 Vincitori dell'Austrian Football Division 1 2008